# Shiga (Nō)

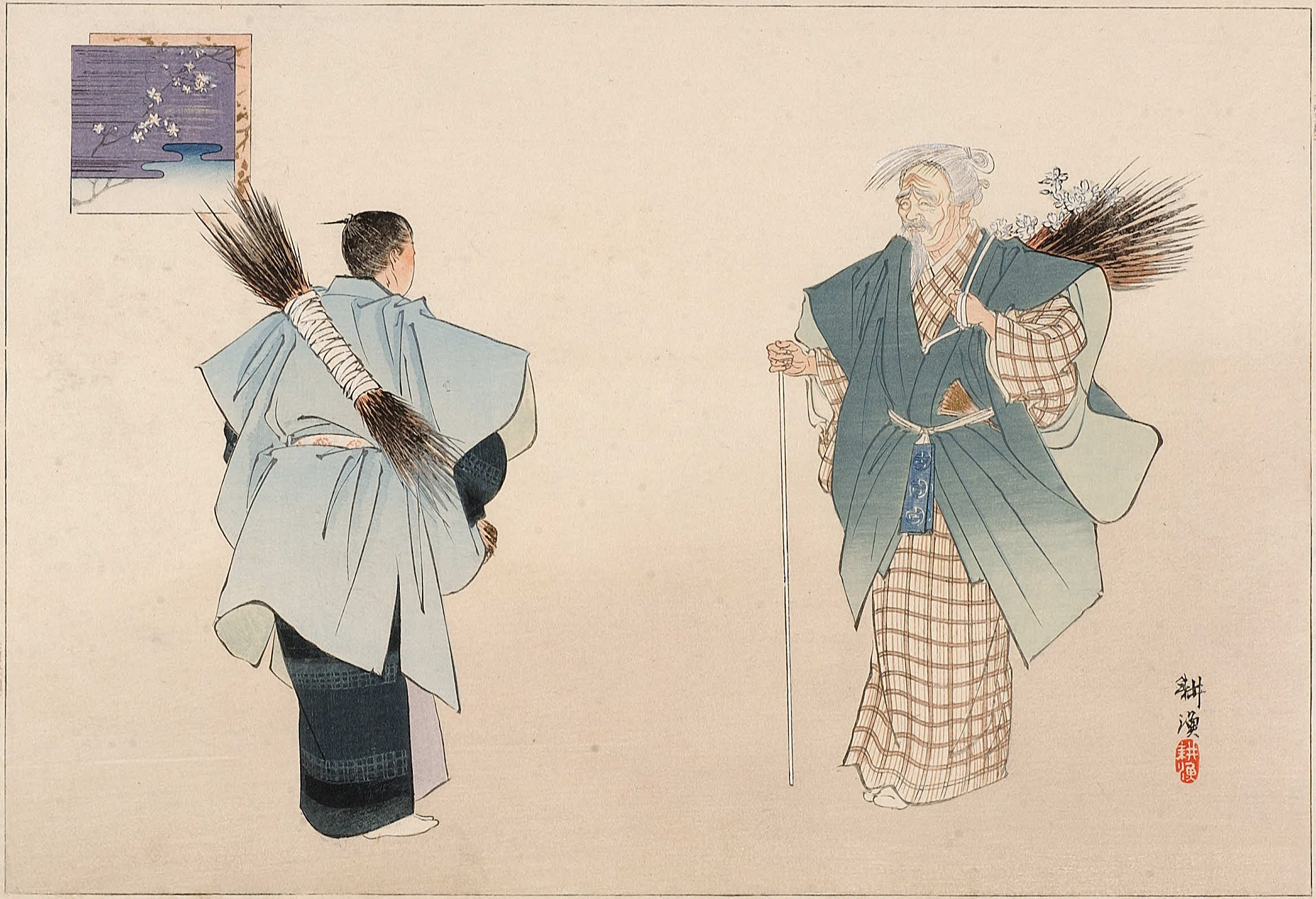
Szene aus dem Stück

Shiga (japanisch 志賀) ist der Titel eines Nō-Dramas von Seami. Das Stück ist im Rahmen der Nō-Kategorie ein Erstspiel.

## Vorbemerkung
Der Gott von Shiga ist der im 9. Jahrhundert lebende Dichter Ōtomo no Kuronushi (大友 黒主), der als einer der drei Schutzgötter der japanischen Dichtung gilt. Das Stück spielt zur Zeit der Kirschblüte am Biwa-See.
Es treten folgende Personen auf:
- Waki: Ein Hofbeamter
- Wakizure: Zwei Gefolgsleute des Beamten
- Shite I: Alter Holzfäller
- Tsure: Junger Holzfäller
- Shite II: Gott von Shiga

## Handlung
1. Akt
  1. Vorspiel: Mit orchestralem Klang tritt der Hofbeamte mit zwei Begleitern auf, um die Blütenpracht am Biwa-See zu betrachten. Namen-, Weg- und Ankunftnennung.
  2. Mit orchestralem Klang tritt in der Gestalt eines alten Holzfällers tritt der Geist des nun göttlich verehrten Dichtes Ōtomo no Kuronoshi in Begleitung eines jungen Holzfällers auf.
  3. Dialog zwischen dem Beamten und dem Dichter mit Lied des Dichters: „Blüten bricht er am Wegesrand und legt sie seiner schon schweren Last auf, der Holzfäller im Frühling!“ Es folgen weiter Anspielungen auf das gleiche Thema in Kuronushis Gedichten, bzw. in der Vorredes des Kokinshu. Erstchor.
  4. Es wird berichtet von Kaiser Daigos glücklicher Regierung und der Schaffung des Kokinshu, von der das Lied schützende Gottheit und von dem Segen des Liedes für Land und Volk. Kuronushi gibt sich zu erkennen und tritt ab.
2. Akt
  1. Wartegesang. Beamter und Gefolge: „Heute wollen wir auf der Frühlingsheide die Nacht verbringen.“ (Der Beamte schläft ein. Im Traum erscheint ihm Kuronushi in seiner wahren göttlichen Gestalt.) Kuronushi: „Über dem frühlingshellen Biwa-See hin zur alten Kiefer von Karasaki.“[A 2] Chor. Tanz des Gottes.